# Зейналлы, Азер Ханафи оглы
Азер Ханафи оглы Зейналлы (азерб. Azər Hənifi oğlu Zeynallı, 4 января 1930, Баку, СССР — 11 октября 2010) — советский, азербайджанский шахматист, деятель советского шахматного движения. Редактор газеты «Шахматы» (с 1981 по 1987). Доктор физико-математических наук, профессор. Член Союза журналистов СССР. Лауреат Государственной премии Азербайджана. Участник юношеских чемпионатов СССР (1945 — 1948). Чемпион Баку (1952) и чемпион Азербайджанской ССР (1953).
Зейналлы был руководителем делегации Каспарова на матче с Корчным.